# Siderone thebais
Siderone thebais är en fjärilsart som beskrevs av Felder 1862. Siderone thebais ingår i släktet Siderone och familjen praktfjärilar. Inga underarter finns listade i Catalogue of Life.